# Stadtkirche Bismark

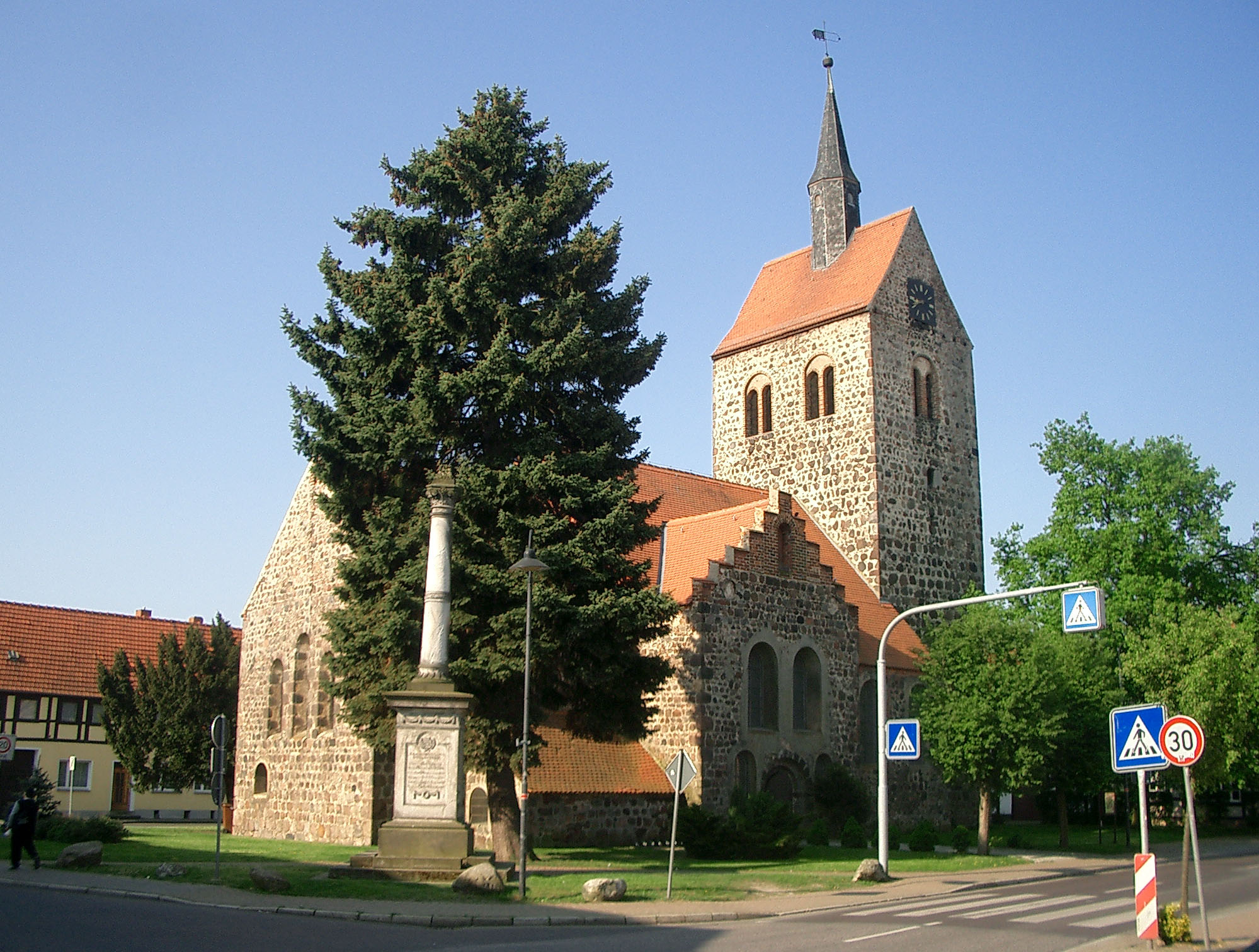
Stadtkirche Bismark (Altmark)

Die evangelische Stadtkirche ist eine zur Hallenkirche umgebaute romanische Basilika in Bismark (Altmark) im Landkreis Stendal in Sachsen-Anhalt. Sie gehört zum Pfarrbereich Bismark im Kirchenkreis Stendal der Evangelischen Kirche in Mitteldeutschland.

## Geschichte und Architektur
Die Stadtkirche Bismark wurde als dreischiffige romanische Basilika aus Feldstein in der ersten Hälfte des 13. Jahrhunderts erbaut. Im 14. Jahrhundert wurde das sehr kurze Langhaus zur Stufenhalle umgebaut. Im 19. Jahrhundert wurden zahlreiche Fenster vergrößert, im Jahr 1904 erfolgte eine Restaurierung. Zu dieser Zeit wurden auch drei farbige Glasfenster im Chor eingebaut. Das dreischiffige Bauwerk besteht aus der Halle, einem Rechteckchor, dem Querschiff und dem Westturm von etwa der Mittelschiffsbreite. Im Ursprungszustand ist die Dreifenstergruppe an der Ostwand des Chors, die zweistufigen Kämpferportale mit Kämpfergesimsen an den Querarmen und zwei rundbogige Priesterpforten, die an der Nordseite in die Sakristei im Süden in einen Bahrenraum führen; die übrigen Öffnungen sind vergrößerte Rundbogenfenster.
Im Innern sind vom spätromanischen Bauwerk Chor, Vierung und Kreuzarme mit kuppeligen Kreuzgratgewölben aus Feldstein erhalten, an den Vierungspfeilern romanische Kämpfer. Das Langhaus ist einjochig mit zwei Arkaden und rundem Mittelpfeiler; möglicherweise war ein mehrjochiges Schiff mit Stützenwechsel geplant, da die westliche Arkade kürzer als die östliche ist. Die gotischen Kreuzgewölbe des Langhauses sind gebust. Im Turm waren ursprünglich zwei Tonnengewölbe übereinander eingezogen, deren oberes erhalten ist. Der Umbau zur Hallenkirche im 14. Jahrhundert ist deutlich erkennbar am Zurücksetzen der inneren Seitenschiffswände und an den quadratischen Aufsätzen auf den Rundpfeilern des Mittelschiffs. Über der Wölbung, im Dachboden sind noch Fensterreste des spätromanischen Obergadens der basilikalen Anlage erhalten; das Langhaus war demnach ursprünglich flach gedeckt. Bei der Instandsetzung in den Jahren 1903/04 wurde das Innere durch August Oetken aus Berlin ausgemalt. Am nordwestlichen Vierungspfeiler wurde eine mittelalterliche Höllendarstellung gefunden.

## Ausstattung
Das Hauptstück der Ausstattung ist ein Altarretabel aus den Jahren 1711–1713, das in den Jahren 1904 und 1997 restauriert wurde und ein geschnitztes Kruzifix flankiert von gedrehten Säulen mit zwei Figuren von Petrus und Paulus zeigt. In der Predella ist ein Abendmahlsgemälde, im gesprengten Giebel die Auferstehung Christi dargestellt. Zur gleichen Zeit entstanden wohl auch die hölzerne Kanzel mit gewundenen Ecksäulchen mit kronenartigem Schalldeckel, die in den Feldern des Korbes Blumenmalereien von 1904 zeigt.
Die Orgel ist ein Werk der Firma Schuke Orgelbau aus dem Jahr 1947 mit 20 Registern auf zwei Manualen und Pedal.
Im Turm sind drei Glocken untergebracht. Weiterhin hat eine Ablasstruhe die Zeiten überdauert.